# Delta-Nonalakton
delta-Nonalakton je hemijsko jedinjenje prisutno u burbonskom viskiju.